# Silbereulchen
Das Silbereulchen (Deltote bankiana), auch Silberstricheulchen oder Silbergestreiftes Grasmotteneulchen, ist ein Schmetterling (Nachtfalter) aus der Familie der Eulenfalter (Noctuidae).

## Merkmale

### Falter
Die Falter erreichen eine Flügelspannweite von 24 bis 28 Millimetern. Ihre Vorderflügel sind in der Grundfarbe hellbraun mit zwei parallelen, schräg nach hinten verlaufenden weißen Streifen. Die Nierenmakel ist als ein von der inneren Linie ausgehender, nach außen zugespitzter Fleck angedeutet. Die Ringmakel ist ein von der äußeren Linie ausgehender nach vorne zeigender, gerundeter Fleck. Häufig sind noch ein oder zwei schmale, annähernd parallel dem Außenrand verlaufende weiße Streifen. Die Fransen sind weiß, häufig ist auch der Ansatz der Vorderflügel weiß gefärbt. Die Hinterflügel sind weiß mit einem braunen Anflug am Flügelaußenrand.

### Raupe
Die Raupen sind grün, auf der Oberseite meist etwas dunkler. Die Rückenlinie ist dunkelgrün, die Nebenrückenlinien sind weiß. Die Seitenlinien sind gelblich.

### Puppe
Die Puppe ist kompakt, der Kremaster ist stumpf und besitzt zwei Spitzen und mehrere Borsten.

## Geographische Verbreitung und Lebensraum
Das Verbreitungsgebiet der Art ist paläarktisch und erstreckt sich von der Iberischen Halbinsel und Frankreich im Westen bis nach Japan und Korea im Osten. Allerdings sind die Vorkommen häufig inselartig isoliert. In England ist die Art in Cambridgeshire und Kent bodenständig. In anderen Regionen wird die Art regelmäßig als Einwanderer beobachtet. In Irland ist sie auf die Countys Cork und Kerry begrenzt. Im Norden dringt die Art bis in den Süden Schwedens vor. Im Süden fehlt sie in Griechenland.
Die Art ist ein typischer Bewohner von Moorwiesen, sumpfigen Wiesen, Auen und Bruchwäldern. Die Falter werden aber auch häufig an trockenen Standorten beobachtet, z. B. sandigen Böden. Das Silbereulchen kommt vom Flachland bis in die Hügelstufe der Mittelgebirge vor. In den Alpen steigt es bis auf etwa 1500 Meter.

## Lebensweise
Die Art bildet in den meisten Regionen eine Generation im Jahr. Die Falter fliegen von Ende Mai bis Ende Juli. In klimatisch günstigen Regionen werden gelegentlich auch zwei Generationen gebildet, die von Mai bis Juni und dann wieder im August fliegen. Die Tiere lassen sich tagsüber leicht aufscheuchen, sind vor allem dämmerungsaktiv, fliegen aber auch nachts und kommen ans Licht.
Die Raupen sind von August bis Oktober (erste Generation) und im Juli (wenn zwei Generationen gebildet werden) anzutreffen. Die Raupen fressen an vor allem an Rispengräsern (Poa), Seggen (Carex) und Zypergräsern (Cyperus). Die Verpuppung erfolgt in einem Kokon zwischen Grashalmen in der Nähe des Bodens. Die Puppe überwintert.

## Gefährdung
Die Art ist in einigen deutschen Bundesländern als potenziell gefährdet oder gefährdet eingestuft, z. B. in Bayern, Rheinland-Pfalz und Sachsen (3 – Gefährdet).

## Synonyme
- Erastria argentula Hübner
- Erastria olivana Schiffermüller
- Eustrotia olivana Denis & Schiffermüller, 1775
- Eustrotia bankiana Fabricius
- Deltotes bankiana Fabricius, 1775